# Trogoderma caboverdiana
Trogoderma caboverdiana is een keversoort uit de familie spektorren (Dermestidae). De wetenschappelijke naam van de soort werd in 1986 gepubliceerd door Kalík.